# Aphrophora forneri
Aphrophora forneri is een halfvleugelig insect uit de familie Aphrophoridae. De wetenschappelijke naam van deze soort is voor het eerst geldig gepubliceerd in 1919 door Haupt.